# Pierre Hardy
Pierre Hardy   (París, 4 d'agost de 1907 - Poissy, 24 de juliol de 2000) va ser un tirador francès que va competir durant la dècada de 1920.
El 1924 va prendre part en els Jocs Olímpics de París, on guanyà la medalla de plata en la prova de rifle lliure per equips, formant equip amb Paul Colas, Albert Courquin, Georges Roes i Émile Rumeau, del programa de tir.